# Pygmalion (film)
Pygmalion är en brittisk romantisk dramakomedifilm från 1938 i regi av Anthony Asquith och Leslie Howard. Filmen är baserad på George Bernard Shaws pjäs Pygmalion från 1913. I huvudrollerna ses Leslie Howard och Wendy Hiller.

## Handling
Fonetikern Henry Higgins träffar blomsterflickan Eliza Doolittle som pratar en extrem cockneydialekt. Higgins slår vad med sin vän överste Pickering att han kan lära henne tala och uppföra sig som en adelsdam på ett halvår.
Mot Shaws uttryckliga vilja ändrade manusförfattarna slutet på filmen.

## Om filmen
Filmen blev en ekonomisk succé och hade stor framgång hos kritikerna. Den vann en Oscar för bästa manus och nominerades i tre andra kategorier. Filmen kom senare att ligga till grund för musikalen My Fair Lady (1956) och filmen My Fair Lady (1964).

## Rollista
- Leslie Howard - Professor Henry Higgins
- Wendy Hiller - Eliza Doolittle
- Wilfrid Lawson - Alfred Doolittle
- Marie Lohr - Mrs. Higgins
- Scott Sunderland - Överste George Pickering
- Jean Cadell - Mrs. Pearce
- David Tree - Freddy Eynsford-Hill
- Everley Gregg - Mrs. Eynsford-Hill
- Leueen MacGrath - Clara Eynsford-Hill
- Esme Percy - Greve Aristid Karpathy
- Violet Vanbrugh - Ambassadress
- Iris Hoey -  Ysabel, Social Reporter
- Viola Tree - Perfide, Social Reporter
- Irene Browne - Hertiginnan
- Kate Cutler - The Grand Old Lady
- Cathleen Nesbitt - äldre dam
- O.B. Clarence - Mr. Birchwood, prästen
- Wally Patch - den första åskådaren
- H.F. Maltby - den andra åskådaren
- Ivor Barnard - den sarkastiske åskådaren
- Cecil Trouncer - den första polisen
- Stephen Murray - den andra polisen
- Eileen Beldon - Mrs Higgins husa
- Frank Atkinson - Taxichaufför

Ej krediterade
- Leo Genn - Prinsen
- Moyna MacGill - en kvinnlig åskådare
- Patrick Macnee - statist
- Anthony Quayle - Elizas frisör

## DVD
Filmen gavs ut på DVD 2007.